# شارل دالبير
شارل دالبير، دوق لوين الأول (بالفرنسية: Charles d'Albert, 1er duc de Luynes) (ولد في 5 أغسطس 1578 – وتوفي في 15 ديسمبر 1621) كان رجل بلاط فرنسيًا ومن المقربين المفضلين للملك لويس الثالث عشر، وقد وصل إلى أعلى مراتب السلطة والنفوذ في أوائل القرن السابع عشر.

## الخلفية والنشأة
ولد شارل دالبير لعائلة من النبلاء الفرنسيين المنحدرين من غاسكوني. تلقّى تعليمه في بلاط الملك هنري الرابع، حيث كوّن علاقات وثيقة أهلته لاحقًا للتقرب من الملك لويس الثالث عشر.

## صعوده إلى السلطة
برز نجم دالبير بعد وفاة الملك هنري الرابع، عندما أصبح من المقربين جدًا للملك الشاب لويس الثالث عشر. بفضل هذه العلاقة الشخصية الوثيقة، حصل على ترقيات سريعة، وفي عام 1619 منحه الملك لقب دوق لوين وجعله نبيلاً من نبلاء فرنسا (Pair de France).

## تعيينه كونستابل فرنسا
في عام 1621، وضمن ذروة نفوذه، تم تعيينه كونستابل فرنسا (Connétable de France)، وهو أعلى منصب عسكري في المملكة، وذلك تكريمًا لولائه ومهاراته السياسية.

## وفاته
توفي شارل دالبير في 15 ديسمبر 1621 نتيجة إصابته بـالحمى القرمزية، وكان آنذاك في قمة سلطته وتأثيره في البلاط الفرنسي. وقد خلفه في اللقب ابنه لويس شارل دالبير، دوق لوين الثاني.

## الإرث
يُذكر دالبير في التاريخ الفرنسي كشخصية مثيرة للجدل؛ فقد اعتُبر رمزًا للنفوذ الذي قد يبلغه أفراد البلاط بفضل القرب من الملك، كما واجه انتقادات من النبلاء القدامى بسبب صعوده السريع.